# Бурсел
Бурсел (фр. Bourseul) насеље је и општина у северозападној Француској у региону Бретања, у департману Приморје која припада префектури Денан.
По подацима из 2011. године у општини је живело 1098 становника, а густина насељености је износила 49,39 становника/km². Општина се простире на површини од 22,23 km². Налази се на средњој надморској висини од 60 метара (максималној 121 m, а минималној 5 m).

## Демографија
| 1962. | 1968. | 1975. | 1982. | 1990. | 1999. | 2011. |
| ----- | ----- | ----- | ----- | ----- | ----- | ----- |
| 952   | 1.006 | 893   | 951   | 947   | 921   | 1.098 |

График промене броја становника у току последњих година